# Irlassos
Irlassos és un indret del terme municipal de Talarn, al Pallars Jussà.
Aquesta partida està situada al sud i a tocar de l'Acadèmia General Bàsica de Suboficials, a l'extrem nord-oest del terme municipal. És al nord de la llau de les Maçanes i al nord-oest de la partida de Mananers. Forma un coster que davalla des de la plataforma on hi ha el campament militar cap a la llau de les Maçanes, al fons de la vall.